# Plássájávrrie (Arvidsjaurs socken, Lappland, 732582-162993)
Plássájávrrie är en sjö i Arvidsjaurs kommun i Lappland och ingår i Piteälvens huvudavrinningsområde. Sjön har en area på 0,312 kvadratkilometer och ligger 375,1 meter över havet.

## Delavrinningsområde
Plássájávrrie ingår i det delavrinningsområde (732533-163136) som SMHI kallar för Utloppet av Välbma. Medelhöjden är 390 meter över havet och ytan är 12,72 kvadratkilometer. Räknas de 6 avrinningsområdena uppströms in blir den ackumulerade arean 86,89 kvadratkilometer. Ruttjebäcken som avvattnar avrinningsområdet har biflödesordning 3, vilket innebär att vattnet flödar genom totalt 3 vattendrag innan det når havet efter 188 kilometer. Avrinningsområdet består mestadels av skog (71 procent). Avrinningsområdet har 1,78 kvadratkilometer vattenytor vilket ger det en sjöprocent på 14 procent.